# Spirit Lake (lago)

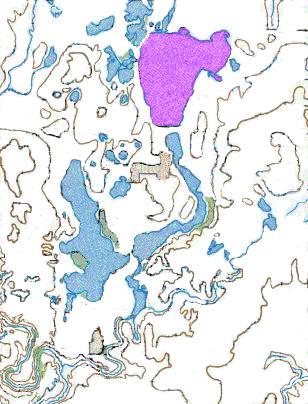
Lo Spirit Lake (color violetto), nella regione dei Grandi laghi dello Iowa.

Lo Spirit Lake (detto anche Big Spirit Lake) è un lago di circa 2,3 ettari che si trova nella zona detta dei grandi laghi dello Iowa, sita nella contea di Dickinson, nello stato dello Iowa (Stati Uniti d'America). La riva settentrionale del lago si trova a cavallo del confine con il Minnesota.
Si tratta del lago naturale più esteso dello Iowa. Il nome dakota del lago è Minnewaukon. I mercanti francesi lo chiamarono Lac d' Esprit, dalle leggende indiane, che narravano di uno spirito che risiedeva nel lago.
È profondo mediamente 5 m, ma la sua profondità raggiunge il massimo di 7,3 m. Il bacino di drenaggio del lago è di circa 194 km², gran parte del quale si trova nel Minnesota.

## Geologia
Geologicamente, il lago, come quelli ad esso vicini, è un kettle, un residuo dell'era glaciale più recente (circa 13.000 anni fa).

## Attività sul lago
Il lago è una méta popolare della regione per la pesca. Esso contiene più di 40 specie di pesci, 13 delle quali vengono regolarmente catturate. La pesca del sander vitreus e della perca gialla americana viene praticata prevalentemente con barche o attraverso il ghiaccio. La pesca del bullhead viene praticata in primavera dalle rive. Un vivaio gestito dallo stato fornisce una significativa popolazione di persico trote, micropterus dolomieu (smallmouth bass), lucci, crappies, muskie e bluegill.
Un'attività popolare sul lago è anche il Kiteboarding.